# فيرا تماري
فيرا تماري (1945 -) هي فنانة تشكيلية ومعلمة فلسطينية ولدت في القدس، درست الفن في بيروت وإيطاليا وأكسفورد. اختصّت بالفنون البصرية، وتاريخ الفن والعمارة الإسلامية.

## تعليمها
حصلت على درجة البكالوريوس في الفنون الجميلة من كلية بيروت للبنات (الجامعة اللبنانية الأميركية حاليًا) في العام 1966. كما درست الخزف في معهد ستاتالي للفنون الخزفية Istituto Statale d’Arte per la Ceramica في فلورنسا، إيطاليا منذ عام 1972 إلى العام 1974. حصلت على درجة الماجستير في الفلسفة في الفنون والعمارة الإسلامية من جامعة أكسفورد في العام 1984. التحقت الفنانة تماري بكلية الهندسة المعمارية في جامعة بيرزيت العام 1986، حيث درّست تاريخ الفن والاتصال البصري لما يقرب من عقدين من الزمن، وأسّست متحف بيرزيت للإثنوغرافيا والفنون عام 2005. وتشمل تخصصاتها مجال الفنون البصرية وتاريخ الفن والعمارة الإسلامية.

## عملها
لدى تماري مساهمات في ترويج الفن والثقافة في فلسطين، ومشاركات أكاديمية وفنية محليًا ودوليًا. وهي مستشارة وعضو فاعل في عدة مجالس لمؤسسات فنية وثقافية. مساهماتها الفنية ممتدة منذ العام 1974 حيث شاركت في العشرات من المعارض الجماعية وعدد من المعارض الشخصية، بالإضافة إلى عملها كمحاضِرة وقيّمة للمعارض الفنية. تركّز تماري في أعمالها الفنية على مواضيع الذاكرة والهوية.شغرت تماري منصب أستاذة الفن والعمارة الإسلامية وتاريخ الفن في جامعة بيرزيت لأكثر من عقدين، حيث أسّست وأدارت متحف المقتنيات التراثية والفنية والموقع الإلكتروني الغاليري الافتراضي بين عامي 2005 إلى 2010.
أسست تماري، جنبًا إلى جنب مع سليمان منصور ونبيل عناني وتيسير بركات، حركة الرؤية الجديدة. قدّم الفنانون الأربعة نهجًا جديدًا في الشكل والسياق لما كان يعرف في ذلك الوقت بالفن الملتزم، وهو فن يخدم قضية التحرر الفلسطيني من خلال الوسائل والرموز التقليدية. تحدت حركة الرؤية الجديدة الفنانين لمقاطعة أي مواد مستوردة من الكيان الصهيوني، والتي شملت تقريبًا جميع الدهانات الاصطناعية والأصباغ وغيرها من الموارد الفنية شائعة الاستخدام. عوضًا عن ذلك، استخدم فنانو الرؤية الجديدة المواد الطبيعية من أراضيهم. صنعت تماري الطين الفخاري الخاص بها، بينما استغل فنانون آخرون الجلود والحناء والطين والأصباغ الطبيعية والخشب. في وقت الانتفاضة الأولى، لم يكن لدى الجامعات الفلسطينية برامج للفنون الجميلة. وبصفتها معلمة في جامعة بيرزيت، سعت تماري إلى سد هذه الفجوة. روجت للفن من خلال تشجيع طلابها على استكشاف وإنشاء اللوحات والرسومات والمنحوتات. نظمت معارض في قاعات المحاضرات والممرات ودعت فنانين مشهورين مثل سامية حلبي للتعاون في أعمال الاستوديو. في عام 1994، تم تكليفها بالإشراف على مجموعة الدكتور توفيق كنعان الإثنوغرافية من التمائم، ومجموعة مختارة من الأعمال الفنية التي ساهم بها فنانون عالميون وشرق أوسطيون بارزون في الجامعة.
تسكن الآن في مدينة رام الله، وتُدير محترفًا خاصًا بفنون الخزف في منطقة البيرة بفلسطين. أقامت تماري مجموعة من المعارض الشخصية في مدينتي القدس ورام الله بين عامي 1974 إلى 1981. لها مشاركات عديدة في المعارض الجماعية داخل فلسطين وخارجها إما في الوطن العربي أو الدول الأعجمية. شاركت بتأليف كتاب "البيت الفلسطيني" الذي صدر عن منشورات المتحف البريطاني في لندن.  

## الفن كمقاومة
كانت تماري تبلغ من العمر ثلاث سنوات فقط عندما وقعت النكبة عام 1948 حيث نشأت في حالة حرب دائمة. ومع عدم وجود حل للاحتلال الإسرائيلي عن قرب، رأت تماري الفن والثقافة والتعليم كوسيلة للمقاومة والإغاثة. ألقت معلومات سياسية من خلال تعبيرها الفني وزرعت مساحات مؤسسية للحفاظ على الهوية الثقافية الفلسطينية وطوّرت برامج تفاعلية لتعزيز التفكير النقدي والإبداع. عند عودتها من الجامعة في بيروت العام 1967، قامت بتدريس الفن في مركز تدريب للنساء تديره الأونروا في رام الله ونظمّت جولات إلى القرى لتعريف طلابها بالطبيعة والحرف التقليدية. بإلهام من النساء اللاتي يصنعن الخزف في القرى، قررت تماري المغامرة في مجال الخزف، وذهبت في النهاية إلى إيطاليا لمزيد من التدريب في هذا الفن قبل إنشاء استوديو للخزف في البيرة، بالقرب من رام الله، في العام 1975. ابتكرت لوحات ومنحوتات بارزة دقيقة تتألف من شخصيات منحوتة على طين معجن على أسطح خشبية. يعكس الحجم الصغير لأعمالها والتفاصيل المعقدة حساسية موضوعاتها: صور عائلية، وذكريات الطفولة، والمناظر الطبيعية التي تصور جذور الهوية الفلسطينية. بشكل عام، اختارت تماري تصوير موضوعاتها الرئيسية باستخدام اللون الطبيعي للطين، بينما استخدمت الألوان الدافئة لرسم زخارف أخرى. بالنسبة لمعظم منحوتاتها المستقلة، استلهمت تماري من جسد المرأة وجذوع أشجار الزيتون المتمايلة. بالإضافة إلى عملها في الخزف، أنتجت لوحات المناظر الطبيعية بالألوان المائية والحبر، بالإضافة إلى التراكيب التجريدية مع كولاج القماش الذي يصور صمود المرأة الفلسطينية.
بالإضافة إلى متحف بيرزيت، أنشأت فيرا تماري "معرض الاتصالات الافتراضي"، وهو موقع إلكتروني للترويج للفن الفلسطيني المعاصر، وتسهيل التبادل الثقافي مع الفلسطينيين في الشتات. شكل هذا التدخل التنظيمي فترة جديدة من التجريب، حيث بدأت تماري العمل في فن التركيب وتنظيم المعارض الإبداعية التي قدمت وسائل الاتصال المعاصرة. وقد تجلى نشاط تماري الرشيق وروحها الجريئة بشكل أفضل في عملها التركيبي عام 2002 "الذهاب لركوب؟" ، والذي رد على تدمير إسرائيل الوحشي لمئات السيارات الخاصة في رام الله. طلبت الفنانة تلميع خمس من السيارات المحطمة واصطفافها على الطريق الذي أنشأته في ملعب لكرة القدم بجوار منزلها. إضافة إلى "joyride" كان تركيب إذاعي للموسيقى الشعبية. وخلال العام نفسه، احتفلت تماري بقدرة الشعب الفلسطيني على الصمود من خلال تركيبها النحتي "حكاية شجرة" (2002)، الذي تضمن 660 شجرة طينية صغيرة وصورة منقولة مطبوعة على زجاج شبكي. في وقت هذا التركيب، كانت القوات الإسرائيلية تدمر بساتين الزيتون بشكل جماعي لإفساح المجال لبناء جدار الفصل العنصري: كما هو معروف بين الفلسطينيين الجدار الذي يفصل إسرائيل عن الضفة الغربية. أنتجت مئات أشجار الزيتون الصغيرة من الطين كعمل علاجي بينما كانت تنطق في الداخل: "مقابل كل شجرة اقتلعت ، سأصنع شجرة جديدة!" رسمت أشجارها الهشة بألوان الباستيل الزاهية كبادرة أمل. قامت تماري برعاية العديد من المعارض الهامة حول القضية الفلسطينية، بالإضافة إلى معارض أخرى تستكشف الجوانب المعقدة للنسوية الفلسطينية. في عام 2009، قررت الانتقال إلى ما وراء المساحة المغلقة للمتحف إلى المجال العام، وأسست "معرض المدن" الذي نسق سلسلة من المعارض السنوية في متحف الجامعة مع الأحداث التي تجري في مدينة مختارة في الأراضي المحتلة. وشملت هذه المعارض مداخلات عامة، وأعمالا خاصة بالموقع، وتركيبات فيديو، وعروضا تعبر عن النضال الفلسطيني وتميز التاريخ الذي غالبا ما تمحى وتحجبه الروايات الاستعمارية السائدة. لا تزال فيرا تماري تقيم وتعمل في رام الله، فلسطين.